# Arsenio Hall
Arsenio Hall (Cleveland, Ohio, Estados Unidos, 12 de febrero de 1955) es un actor, comediante y presentador de programas de entrevistas y humor estadounidense. Es conocido por su talk show The Arsenio Hall Show, que se desarrolló entre 1989 y 1994, y sus papeles en las películas de Coming to America y Harlem Nights.

## Primeros años
Hall nació en Cleveland, Ohio, hijo de Ana y Fred Hall, un ministro bautista. Asistió a Warrensville Heights High School en Warrensville Heights, Ohio. Después de graduarse, asistió a la Universidad de Ohio, donde estuvo en el equipo habla con Nancy Cartwright y Harris León. Luego se trasladó a la Kent State University (Universidad Estatal de Kent).

## Carrera
Más tarde se mudó a Los Ángeles, California, para seguir una carrera de comediante en vivo. Fue la voz original de Winston Zeddemore en los dibujos animados The Real Ghostbusters desde 1986 hasta 1987. En 1988, coprotagonizó la película de la comedia Coming to America con Eddie Murphy. En 1984, fue también el locutor y compañero de Alan Thicke durante el Thicke of the Night.

## Filmografía
- The 1/2 Hour Comedy Hour (1983) - Anfitrión
- Thicke of the Night (1983) - Él mismo (1984)
- New Love, American Style (1985)
- The Motown Revue Starring Smokey Robinson (1985)
- Solid Gold (1980) - sí mismo (1986–1987)
- The Real Ghostbusters (1986) - Winston Zeddemore (voz) (1986–1987)
- The Late Show (1986) TV Series - sí mismo/Anfitrión (1987)
- Amazon Women on the Moon (1987) - Víctima del apartamento
- Uptown Comedy Express (1987) - Él mismo
- Coming to America (1988) - Semmi/Chica extremadamente fea/Morris/Reverendo Brown
- Harlem Nights (1989) - Crying Man
- Comic Relief III (1989) (TV) - Él mismo
- Paula Abdul: Straight Up (1989) - Él mismo
- The Arsenio Hall Show (1989–1994) - Anfitrión
- Ghost (1990) - Él mismo
- Time Out: The Truth About HIV, AIDS, and You (1992) - Anfitrión
- Blankman (1994) - Él mismo
- Arsenio (1997) - Michael Atwood
- Martial Law (1998) - Terrell Parker
- Star Search (2003–2005) - Anfitrión
- Chappelle Show (2003) - Él mismo
- The Naked Brothers Band: The Movie (2005) - Él mismo
- Scooby Doo! Pirates Ahoy! (2006) - Capitán Crothers (voz)
- The Proud Family Movie (2005) - Dr. Carver/Bobby Proud (voz; reemplazando a Cedric the Entertainer)
- Flavor of Love 3 (2008) - Él mismo
- Igor (2008) - Carl Cristall (voz)
- Brothers (2009) (TV) - Él mismo
- Black Dynamite (2009) - Tasty Freeze
- Meet Dave (2009)
- Tosh.0 (2010) - Él mismo
- Sandy Wexler (2017) - Él mismo

Entre 2013 y 2014 realizó un breve regreso al Arsenio Hall Show.
- Coming to America 2 (2021) - Semmi/Chica extremadamente